# Ingrid Örström
Ingrid Anna Ulrika Örström, född 21 februari 1881 i Torshälla landsförsamling, Södermanlands län, död 14 januari 1984 i Örebro Nikolai församling, Örebro län, var en svensk folkskollärare och rösträttsaktivist. 
Örström var verksam i kampanjen för införandet av kvinnlig rösträtt i Sverige och ordförande för Föreningen för kvinnans politiska rösträtt i Nyköping 1915–1921.